# Kutikula

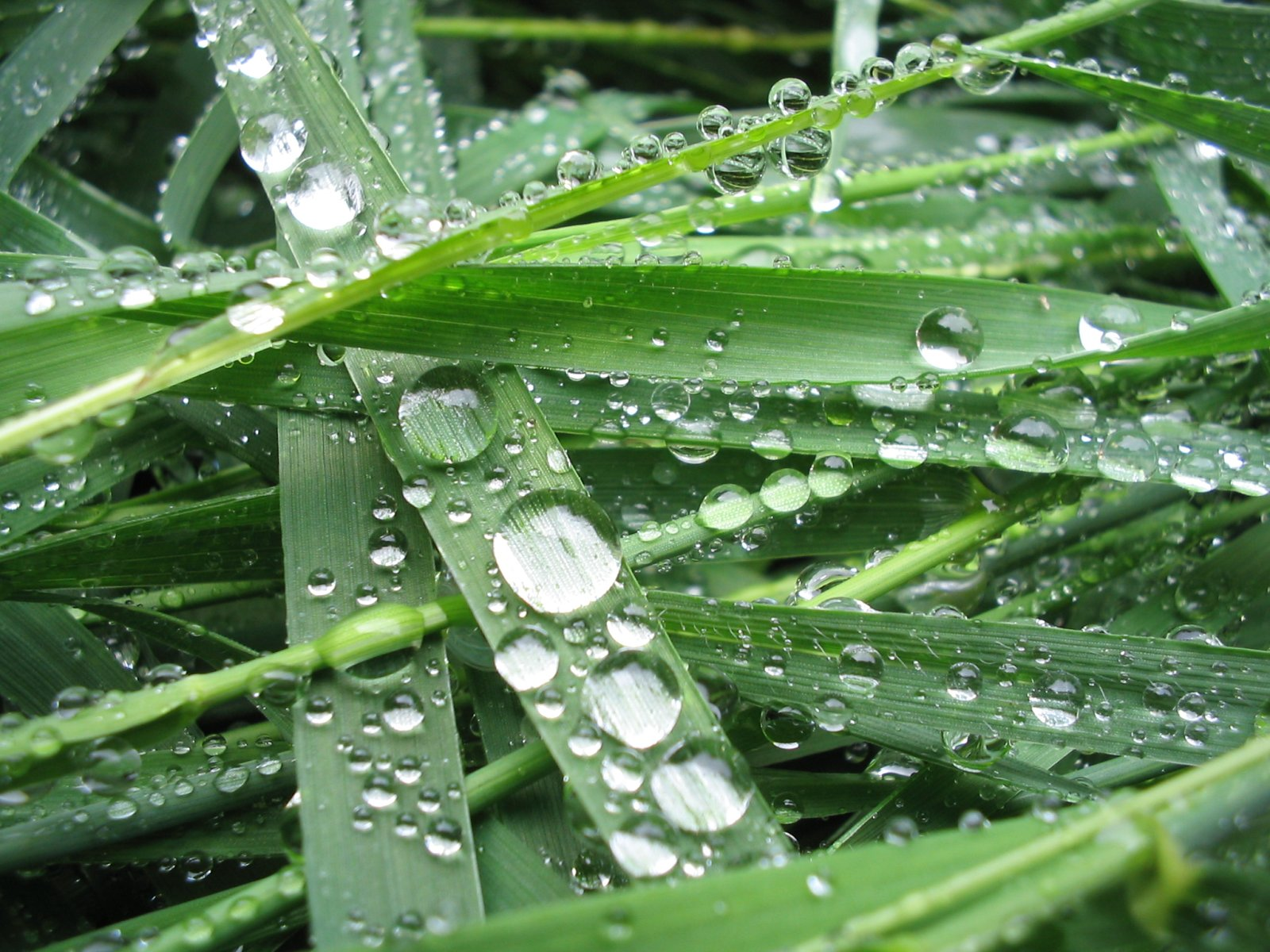
Vattendroppar på ett blad.

Kutikula (latin cuticula) är ett skyddande lager runt något levande. I allmänt språkbruk kallas djurs kutikulor ofta hud, men det anses inte vetenskapligt korrekt då de kan ha helt olika struktur och fosterutveckling.   
Ett skyddande vaxartat lager, kutin, förekommer på blad och andra växtdelar, särskilt sådana ovan jord. Substansen är avdunstningshämmande och fungerar som ett skydd mot uttorkning. Lagret är särskilt tjockt hos växter i torra trakter, och mycket tunt hos vattenlevande växter.
Hos djur har kutikulan varierande sammansättning, men ofta består den av kitin. Den kan vara tunn och genomskinlig som i däggdjurens tarmkanal eller i huden hos daggmaskar. Hos insekter bildar den ett tjockt hudskelett, vanligen av kitinhaltig sklerotin, och hos kräftdjuren har den kalkinlagring.